# 貝伍德-洛斯奧索斯 (加利福尼亞州)
貝伍德-洛斯奧索斯（英語：Baywood-Los Osos）是位於美國加利福尼亞州聖路易斯-奧比斯保縣的一個人口普查指定地區。

## 地理
貝伍德-洛斯奧索斯的座標為35°19′00″N 120°50′08″W / 35.31667°N 120.83556°W，而該地最高點為海拔高度61米（即200英尺）。

## 人口
根據2010年美國人口普查的數據，貝伍德-洛斯奧索斯的面積為7.6平方千米，當中陸地面積為7.6平方千米，而水域面積為0.0平方千米。當地共有人口14351人，而人口密度為每平方千米1,888人。